# 2010年のイラン
Template:各年のイランヘッダ
2010年のイランでは2010年にイランで起こった出来事について記述する。

## できごと
- 1月5日 - イランは60の国際機関や報道機関が国に対して陰謀を企てたという主張を受けて、国民に60の国際機関や報道機関と接触したことを禁止した[1]。
- 1月8日 - イランのカズヴィンで、メディ・カルービの車が炎上[2]。
- 1月12日 - イランの核物理学教授マスード・アリモハマディが、首都テヘランでの爆弾攻撃で死亡。イランの国営メディアは、イスラエルと米国の関与を非難[3]。
- 1月19日 - イランは、低濃縮ウランを核燃料と交換したという国際原子力機関の提案を拒否[4]。
- 1月23日 - イランで旅客列車が脱線し、少なくとも8人が死亡、15人が負傷した[5]。
- 1月24日 -タバン航空 6437 便:タバン航空に代わってコラビアが運航した飛行機が、イランのマシュハド国際空港に着陸した際に墜落し、少なくとも46人が負傷した。 [6]。
- 1月28日 - イランは、国内の選挙抗議行動での役割を理由に 2 人の野党支持者を処刑[7]。
- 2月7日 - イランのマフムード アフマディネジャド大統領は、自国の原子力機関にウラン濃縮を開始したよう命令した[8]。
- 2月11日 - マフムード・アフマディネジャド大統領は、 20% のウラン濃縮に成功した後、イランが現在核保有国であることを発表[9]。
- 3月19日 - イランの元副大統領ホセイン・マラシが、プロパガンダを広めた罪で投獄される[10]。
- 3月31日 - イランの核開発計画に関与した科学者、シャーラム・アミリが米国に亡命し、中央情報局と話し始めた[11]。
- 4月5日 - イランは 4月17 ～ 18日にテヘランで開催される2日間の核軍縮会議に60か国を招待。中国は「世界が武装解除し、拡散を防止した」ことを求める会議に出席したと述べた[12]。
- 4月20日 - イランのイスラム聖職者ホジャトレスラム・カゼム・セディギがテヘランで演説し、地震を引き起こしたのは無差別な女性のせいだと述べた[13]。
- 4月30日 - イスラエルがシリアを攻撃した場合、イランは「イスラエルの足を切り落とす」と脅迫[14]。
- 5月24日 - イラン最大の給水プロジェクトがホラムシャールで開始[15]。
- 6月18日 -イラン原子力機関(AEOI) は、現在のテヘラン原子炉よりも新しく、より強力な研究用原子炉の設計を開始した、と AEOI のディレクター、アリ アクバルサレヒ氏は述べた[16]。
- 7月9日 - イランは、国際的な懸念を受けて、姦淫で有罪判決を受けた女性はもはや石打ち刑に直面しないと発表した。しかし、彼らは依然として死刑に直面した可能性がある[17]
- 2010 年 7月15日 - ザーヘダーン爆撃: イラン南東部のモスクでの自爆攻撃で、20人以上が死亡、100人が負傷[18]。
- 7月23日 - イランのマフムード・アフマディネジャド大統領が、2019年までに有人シャトルを宇宙に打ち上げる計画を発表[19]。
- 8月21日 -ロシアの技術者が、 Bushehr 原子力発電所でイラン初の原子炉に燃料を積み込みを、開始した[20]。
- 8月27日 - イラン北部でマグニチュード5.8のダムガン地震が発生。メルカリの最大強度は VII (非常に強い) だった。4人が死亡、40人が負傷、800人が家を失った。
- 9月15日 - 2009～2010年のイランによるアメリカ人ハイカーの拘留：イランは保釈金の支払い後、エビン刑務所からアメリカ人ハイカーのサラ・ショルドを釈放[21]。
- 9月22日 - イランのアラビア語テレビAl-Alamの報道によると、クルド人の町マハバードでの軍事パレードに対した爆弾攻撃で、少なくとも12人のイラン人が死亡し、81人が負傷した[22]。
- 9月28日 - 最初のペルシャ語ブログの1つの創設者であるイラン系カナダ人のブロガーHossein Derakhshanが、「反国家活動」の罪でイランの裁判所で19年の禁固刑を宣告される[23]。
- 10月13日 - イランの大統領マフムード アフマディネジャドが、イスラエルと米国からの懸念の中でレバノンを訪問 [24]。
- 10月26日 - 最初の原子力発電所であるブーシェフル原子力発電所に燃料の積み込みを開始[25]。
- 11月21日 - イランの大統領マフムード・アフマディーネジャードは、かつて効果的だった家族計画プログラムを「不敬虔な西洋の輸入品」として拒否し、少女たちに16歳で結婚するよう促した[26]。
- 11月29日 -テヘランでの2回の攻撃で、イランの核科学者Majid Shahriariが死亡し、妻が負傷した。別の科学者も負傷した。イランは、欧米政府とイスラエルが殺害を実行した可能性があると述べている[27]。

### 死亡

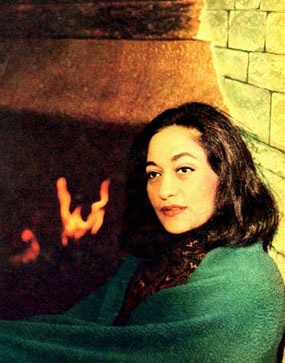
マルジェ

- 1月3日 - Ali Safi Golpaygani 、96 歳が老衰で死亡[28]。
- 1月12日 - イランの核科学者、マスード・アリ＝モハマディ50歳が爆破で死亡[29]。
- 1月28日 - 活動家のアラシュ・ラフマニプールの絞首刑が執行される[30]。
- 1月28日 - 活動家のモハマド・レザ・アリ・ザマニの絞首刑が執行される [30]。
- 3月6日 - オリンピックサッカー選手のマンスール アミール アセフィ、76歳が癌で死亡 [31]。
- 4月19日 - 女優ハミデ・ケイラバディ、85歳が脳卒中で死亡[32]。
- 5月9日 - 活動家Farzad Kamangar、32 歳の絞首刑が執行される[33]。
- 5月24日 - 武装勢力アブドルハミド・リギ、絞首刑が執行される[34]。
- 6月20日 - 27歳のスンニ派イスラム過激派Jundallahの絞首刑が執行される[35]。
- 10月13日 - 歌手Marzieh 、86歳が癌で死亡[36]。
- 11月29日 - イランの核科学者マジッド・シャリアリが爆発で死亡。
- 12月1日 - 39歳の有罪判決を受けた殺人犯が絞首刑が執行される。